# Topher (cómic)
Topher es un villano ficticio que aparece en los cómics estadounidenses publicados por Marvel Comics. El personaje apareció en la serie Runaways. Él es un vampiro que se infiltra y se une a los Runaways y es el líder de un pequeño grupo criminal que opera en Los Ángeles.
Jan Luis Castellanos retrata en una versión humana no un vampiro de Topher en la segunda temporada de Runaways en el Universo Cinematográfico de Marvel.

## Historial de publicaciones
Topher apareció por primera vez en Runaways # 7 y fue creado por Brian K. Vaughan y Adrian Alphona. Inicialmente, aparece como un personaje comprensivo y se une a los Runaways como miembro provisional del argumento "Teenage Wasteland". Más tarde traiciona al equipo, revelando su vampirismo y su pasado criminal antes de derrotar a los Runaways en combate.
Murió en Runaways # 10 después de intentar convertir a Karolina Dean en un vampiro, ya que ingerir su sangre infundida por la luz del sol era, sin saberlo, fatal para los vampiros.
Varios años más tarde, Topher tuvo una aparición póstuma como una entrada en la guía Vampiros: The Marvel Undead.

## Biografía del personaje ficticio

### Orígenes
Topher nació originalmente en algún momento antes del año 1900 antes de convertirse en vampiro a la edad de dieciséis años. En algún momento después de 1939, después de que la gran depresión había terminado, fue capaz de amasar una gran cantidad de riqueza jugando hábilmente en el mercado de valores. Durante este período de tiempo, convirtió al menos a un individuo en un súbdito vampírico y más tarde consumió al menos un mutante en 1979.
Topher se mantuvo en la nada con su riqueza ganada durante el resto del siglo XX, prefiriendo mantenerse fuera de los reflectores y mantener en secreto su naturaleza vampírica.
Durante el estallido de la Burbuja puntocom y la posterior agitación económica, Topher perdió toda su riqueza y recurrió a una vida de crimen, creando al menos un secuaz vampírico más para cumplir sus órdenes.

### Unirse a los Runaways
Topher se encontró por primera vez con los Runaways mientras robaba una tienda de conveniencia en Los Feliz con sus dos secuaces vampíricos. Los Runaways intervino en el intento de robo, causando que Topher huyera y lo dejó con los seis adolescentes. Jugando a la víctima, Topher convenció a los Runaways de que los dos subordinados (que eran convenientemente un hombre y una mujer adultos) eran sus padres. Inventó una mentira de que la súper fuerza y velocidad que los minions habían mostrado en la pelea eran, de hecho, súper poderes imbuidos de un accidente en una planta de energía que también los había dejado psicológicamente inestables, lo que los llevó a una vida de crimen que ellos obligó a su hijo indefenso ahí.
Los Runaways son simpatizantes de su difícil situación debido a la similitud entre su supuesta situación y la suya propia y lo invitan a su escondite en el albergue hundido. Después de conectarse con los miembros, le ofrecen una membresía provisional a los Runaways y lo muestran alrededor de su casa. Topher comienza a buscar una relación falsa-romántica con Nico luego de vincularse con su situación actual, terminando con los dos besándose. Nico evita que las cosas progresen más después de sentirse culpable por su interés romántico actual en Alex.
Al día siguiente, Topher pone su mira en perseguir a Karolina además de Nico, lo que lleva a que Topher y Karolina también se besen. Nico los atrapa a los dos y esto causa que Nico y Karolina tengan una pelea emocional. La pelea se detiene con la intervención de Gert, lo que lleva a Topher a seguir a Nico emocional saliendo del albergue.

### Revelar y desaparecer
Ahora afuera y solo con ella, Topher le revela su verdadera naturaleza a Nico, él detalla su engaño incluyendo las supuestas identidades de sus padres como sus secuaces y su pasado como un recluso próspero. Nico engaña a Topher para que extraiga su sangre, lo que hace que el Bastón de Uno de madera emerja de su pecho y pinche su corazón. Sin embargo, esto no mata a Topher como lo haría un vampiro normal y se cura rápidamente de la herida. Alex aparece e intenta luchar contra Topher con una antorcha encendida, que solo lo demora lo suficiente para que Alex y Nico se retiren y se unan al resto de los Runaways.
Topher usa su variedad de habilidades de vampiro para derrotar rápidamente a la mayoría de los Runaways con facilidad. Dejando a Karolina de pie, él revela su intención de convertirla en una sirvienta vampírica, un destino que ella acepta voluntariamente debido a su desaliento después de la traición de su padre y su pelea con Nico. Topher hundió sus colmillos en su cuello, pero retrocedió casi inmediatamente antes de explotar ante sus ojos. La fisiología majesdaniana de Karolina causó que su sangre se llenara de energía solar y era altamente tóxica para los vampiros.
Más tarde se revela que El Orgullo mató a sus dos secuaces después de interrogarlos por la ubicación de Runaways.

## Poderes y habilidades

### Vampiro
Topher es un vampiro que tiene más de 100 años y, como resultado, tiene muchos poderes asociados con ser un vampiro de su edad. Él es funcionalmente inmortal e inmune al envejecimiento y la enfermedad, y siempre tendrá la apariencia de un niño de dieciséis años. Es inmune a la mayoría de las formas de daño y sanará y se regenerará rápidamente a partir de ataques que no son letales para los vampiros.
Al igual que con otros vampiros, los atributos físicos de Topher son muy superiores a los de un ser humano regular, con su cuerpo capaz de hazañas de fuerza sobrehumana, velocidad y resistencia. Sus sentidos se intensifican permitiendo la visión nocturna y las hazañas de rastreo mucho más allá de los humanos y los animales.
Su boca contiene colmillos y garras protráctiles que pueden atravesar fácilmente la piel y permitirle drenar rápidamente a un humano de sangre por completo. Él tiene la capacidad de engendrar otros vampiros mediante la inyección de una enzima mientras se alimenta de una víctima, antes de su fallecimiento había creado al menos otros dos vampiros conocidos, los cuales han sido destruidos desde entonces.
Aunque no se utiliza en sus apariciones, tiene el potencial de mostrar cualquiera de los siguientes poderes: hipnotismo, invocación y control de los animales, y la capacidad de transformarse en una neblina de sangre o ciertos animales.

### Otras habilidades
Topher muestra una serie de habilidades que no se habían visto antes en otros vampiros en el Universo Marvel. Era resistente a una serie de ataques que generalmente resultarían fatales o perjudiciales para un vampiro; mostró una capacidad mejorada de curación y regeneración y fue capaz de sanar por completo en cuestión de segundos después de haber sido penetrado por una estaca de madera a través del corazón.
Topher mostró resistencia a los ataques de fuego y también fue capaz de sentir la condición de los vampiros que había creado a distancias de hasta varios kilómetros de distancia.

## Recepción
Durante la corta racha de apariciones de Topher, su caracterización y revelación en la serie fue positivamente recibida. Jason Cornwell, de Comics Bulletin, elogió la revelación de la naturaleza vampírica de Topher, dudando de que "alguien hubiera adivinado este secreto antes de que llegara la página final". En otra revisión, Cornwall también mencionó que "el libro también hace un buen trabajo al convertir a Topher en un villano frío y calculador que puede manipular fácilmente las emociones del joven equipo".
La llegada de Topher y su incorporación al grupo no fue del todo bien recibida, y el crítico Paul Brian McCoy mencionó: "No creo que de verdad necesitáramos presentar nuevos personajes ya que aún no sabemos quiénes son estos niños y sus padres".

## En otros medios

### Televisión
Topher aparece en la segunda temporada de la serie de televisión Hulu, Runaways, interpretado por Jan Luis Castellanos. En lugar de ser un vampiro, Topher es un hombre normal que se vuelve adicto a la aplicación de un polvo molido, hecho de rocas extrañas desde un lugar de perforación alienígena, hasta su muñeca. Esto le otorga súper fuerza, reducción del envejecimiento (lo que lo hace parecer todavía un adolescente) y ojos brillantes similares a Molly Hernández. También es latino y se apega a Molly como si fueran familia. Topher había presenciado la muerte de los padres de Molly y se convirtió en adicto a las rocas que estaban estudiando. Se volvió violento y fue expulsado por su familia ante su comportamiento.
Aparece por primera vez al final de "Double Zeroes", donde se interesa por las habilidades similares de Molly y la sigue de regreso al albergue de Runaways. El grupo (excepto Molly) no confía en él, especialmente Nico, pero lo mantienen como una prueba. Incluso cuando les trae comida que dice que no robó, todavía tienen problemas con él. Él termina ayudándoles a robar el disco duro de una computadora de su antigua escuela y parece ganarse su respeto, pero Nico toma un frasco de polvo extraterrestre aplastado y le exige una explicación. Afirmó que fue expulsado por sus padres de desaprobación y encontró las rocas en un callejón en algún lugar. A pesar de esto, Molly sigue insistiendo en que se puede confiar en Topher. Ella le dice de donde provienen las rocas y él huye para ir a buscar más, lo que hace que haga daño a los inocentes solo para obtenerlas. Regresa a su casa donde suplica a su familia que lo lleve de regreso. Cuando se niegan, él ataca y lucha contra los Runaways. En última instancia, lanza un contenedor de basura al grupo, pero Chase usa sus fistigones para destruirlo. Cuando casi aplasta a Gert, un arrepentido Topher la empuja y él es asesinado.